# Campionato mondiale di enduro 2010
Il Campionato mondiale di enduro 2010, ventunesima edizione della competizione ha avuto inizio in Spagna il 10 aprile ed è terminata in Francia il 26 settembre dopo 8 prove.
Le vittorie delle rispettive categorie sono andate al pilota francese Antoine Meo su Husqvarna nella E1, a Mika Ahola (al quarto titolo iridato consecutivo, seppure in categorie diverse) su Honda nella E2 e a David Knight (al terzo titolo iridato) su KTM nella E3.

## Sistema di punteggio e legenda
| Pos.  | 1  | 2  | 3  | 4  | 5  | 6  | 7  | 8  | 9  | 10 | 11 | 12 | 13 | 14 | 15 | 16 | 17 | 18 | 19 | 20 | 21 > |
| ----- | -- | -- | -- | -- | -- | -- | -- | -- | -- | -- | -- | -- | -- | -- | -- | -- | -- | -- | -- | -- | ---- |
| Punti | 25 | 22 | 20 | 18 | 16 | 15 | 14 | 13 | 12 | 11 | 10 | 9  | 8  | 7  | 6  | 5  | 4  | 3  | 2  | 1  | 0    |

## E1

### Calendario
| Prova | Data            | Gran Premio                              | Località            | Vincitore gara 1   | Vincitore gara 2 |
| ----- | --------------- | ---------------------------------------- | ------------------- | ------------------ | ---------------- |
| 1     | 10-11 aprile    | Gran Premio "AMV" di Spagna              | Valverde del Camino | Antoine Meo        | Johnny Aubert    |
| 2     | 17-18 aprile    | Gran Premio "Polisport" del Portogallo   | Fafe                | Antoine Meo        | Antoine Meo      |
| 3     | 22-23 maggio    | Gran Premio "Valli Bergamasche" d'Italia | Lovere              | Antoine Meo        | Antoine Meo      |
| 4     | 12-13 giugno    | Gran Premio "Maxxis"di Polonia           | Kwidzyn             | Eero Remes         | Antoine Meo      |
| 5     | 19-20 giugno    | Gran Premio "Maxxis" di Slovacchia       | Púchov              | Cristobal Guerrero | Johnny Aubert    |
| 6     | 28-29 agosto    | Gran Premio di Grecia                    | Serres              | Eero Remes         | Antoine Meo      |
| 7     | 4-5 settembre   | Gran Premio di Turchia                   | Fethiye             | Johnny Aubert      | Eero Remes       |
| 8     | 25-26 settembre | Gran Premio "AMV" di Francia             | Noirétable          | Johnny Aubert      | Antoine Meo      |

### Classifiche finali

#### Piloti
| Pos | Pilota             | Moto      | ESP 1 | ESP 2 | POR 1 | POR 2 | ITA 1 | ITA 2 | POL 1 | POL 2 | SVK 1 | SVK 2 | GRC 1 | GRC 2 | TUR 1 | TUR 2 | FRA 1 | FRA 2 | Punti |
| --- | ------------------ | --------- | ----- | ----- | ----- | ----- | ----- | ----- | ----- | ----- | ----- | ----- | ----- | ----- | ----- | ----- | ----- | ----- | ----- |
| 1   | Antoine Meo        | Husqvarna | 1     | 2     | 1     | 1     | 1     | 1     | 4     | 1     | 4     | 3     | -     | 1     | 5     | 4     | 3     | 1     | 332   |
| 2   | Johnny Aubert      | KTM       | 2     | 1     | 2     | 2     | -     | -     | 3     | 3     | 2     | 1     | 3     | 2     | 1     | 2     | 1     | 3     | 312   |
| 3   | Eero Remes         | KTM       | 6     | -     | 4     | 3     | 2     | 2     | 1     | 2     | 3     | 2     | 1     | 3     | 3     | 1     | 4     | 4     | 312   |
| 4   | Matti Seistola     | Husqvarna | 5     | 6     | 7     | 7     | 4     | 4     | 2     | -     | 6     | 4     | 4     | 5     | 6     | 5     | 7     | 6     | 243   |
| 5   | Cristobal Guerrero | Kawasaki  | 3     | 3     | 3     | 4     | 3     | 3     | -     | -     | 1     | -     | 2     | 4     | 2     | 3     | 5     | -     | 241   |
| Pos | Pilota             | Moto      | ESP 1 | ESP 2 | POR 1 | POR 2 | ITA 1 | ITA 2 | POL 1 | POL 2 | SVK 1 | SVK 2 | GRC 1 | GRC 2 | TUR 1 | TUR 2 | FRA 1 | FRA 2 | Punti |

#### Costruttori
| Pos. | Costruttore | Punti |
| ---- | ----------- | ----- |
| 1    | KTM         | 371   |
| 2    | Husqvarna   | 354   |
| 3    | Yamaha      | 287   |
| 4    | HM Honda    | 244   |
| 5    | Kawasaki    | 238   |
| 6    | Sherco      | 189   |
| 7    | TM          | 160   |
| 8    | Suzuki      | 48    |

## E2

### Calendario
| Prova | Data            | Gran Premio                              | Località            | Vincitore gara 1 | Vincitore gara 2       |
| ----- | --------------- | ---------------------------------------- | ------------------- | ---------------- | ---------------------- |
| 1     | 10-11 aprile    | Gran Premio "AMV" di Spagna              | Valverde del Camino | Mika Ahola       | Iván Cervantes         |
| 2     | 17-18 aprile    | Gran Premio "Polisport" del Portogallo   | Fafe                | Mika Ahola       | Iván Cervantes         |
| 3     | 22-23 maggio    | Gran Premio "Valli Bergamasche" d'Italia | Lovere              | Mika Ahola       | Mika Ahola             |
| 4     | 12-13 giugno    | Gran Premio "Maxxis"di Polonia           | Kwidzyn             | Mika Ahola       | Mika Ahola             |
| 5     | 19-20 giugno    | Gran Premio "Maxxis" di Slovacchia       | Púchov              | Mika Ahola       | Thomas Oldrati         |
| 6     | 28-29 agosto    | Gran Premio di Grecia                    | Serres              | Iván Cervantes   | Mika Ahola             |
| 7     | 4-5 settembre   | Gran Premio di Turchia                   | Fethiye             | Mika Ahola       | Iván Cervantes         |
| 8     | 25-26 settembre | Gran Premio "AMV" di Francia             | Noirétable          | Mika Ahola       | Pierre Alexandre Renet |

### Classifiche finali

#### Piloti
| Pos | Pilota                 | Moto     | ESP 1 | ESP 2 | POR 1 | POR 2 | ITA 1 | ITA 2 | POL 1 | POL 2 | SVK 1 | SVK 2 | GRC 1 | GRC 2 | TUR 1 | TUR 2 | FRA 1 | FRA 2 | Punti |
| --- | ---------------------- | -------- | ----- | ----- | ----- | ----- | ----- | ----- | ----- | ----- | ----- | ----- | ----- | ----- | ----- | ----- | ----- | ----- | ----- |
| 1   | Mika Ahola             | HM-Honda | 1     | 2     | 1     | 2     | 1     | 1     | 1     | 1     | 1     | 2     | 2     | 1     | 1     | 3     | 1     | -     | 358   |
| 2   | Iván Cervantes         | KTM      | 2     | 1     | 2     | 1     | 2     | 2     | 2     | 2     | 4     | 3     | 1     | 8     | 2     | 1     | 4     | -     | 323   |
| 3   | Thomas Oldrati         | KTM      | 5     | 5     | 5     | 3     | 3     | 4     | 4     | 4     | 3     | 1     | 8     | 14    | 3     | 2     | 3     | 2     | 291   |
| 4   | Pierre Alexandre Renet | KTM      | 7     | 9     | 4     | 6     | 6     | 3     | 3     | 4     | 7     | 4     | 3     | 3     | 7     | 5     | 2     | 1     | 286   |
| 5   | Joakim Ljunggren       | Husaberg | 6     | 7     | 9     | 5     | 7     | 6     | 5     | 7     | 8     | 5     | 10    | 4     | 8     | 7     | 8     | 7     | 228   |
| Pos | Pilota                 | Moto     | ESP 1 | ESP 2 | POR 1 | POR 2 | ITA 1 | ITA 2 | POL 1 | POL 2 | SVK 1 | SVK 2 | GRC 1 | GRC 2 | TUR 1 | TUR 2 | FRA 1 | FRA 2 | Punti |

#### Costruttori
| Pos. | Costruttore   | Punti |
| ---- | ------------- | ----- |
| 1    | HM Honda      | 376   |
| 2    | KTM           | 366   |
| 3    | Bmw-Husqvarna | 249   |
| 4    | Husaberg      | 230   |
| 5    | TM            | 183   |
| 6    | Sherco        | 143   |
| 7    | Yamaha        | 135   |
| 8    | Gas Gas       | 130   |
| 9    | Kawasaki      | 103   |
| 10   | Beta          | 81    |

## E3

### Calendario
| Prova | Data            | Gran Premio                              | Località            | Vincitore gara 1     | Vincitore gara 2     |
| ----- | --------------- | ---------------------------------------- | ------------------- | -------------------- | -------------------- |
| 1     | 10-11 aprile    | Gran Premio "AMV" di Spagna              | Valverde del Camino | David Knight         | David Knight         |
| 2     | 17-18 aprile    | Gran Premio "Polisport" del Portogallo   | Fafe                | Christopher Nambotin | David Knight         |
| 3     | 22-23 maggio    | Gran Premio "Valli Bergamasche" d'Italia | Lovere              | Christopher Nambotin | David Knight         |
| 4     | 12-13 giugno    | Gran Premio "Maxxis"di Polonia           | Kwidzyn             | David Knight         | Christopher Nambotin |
| 5     | 19-20 giugno    | Gran Premio "Maxxis" di Slovacchia       | Púchov              | Cristobal Guerrero   | David Knight         |
| 6     | 28-29 agosto    | Gran Premio di Grecia                    | Serres              | Christopher Nambotin | David Knight         |
| 7     | 4-5 settembre   | Gran Premio di Turchia                   | Fethiye             | Sebastien Guillaume  | David Knight         |
| 8     | 25-26 settembre | Gran Premio "AMV" di Francia             | Noirétable          | Sebastien Guillaume  | Sebastien Guillaume  |

### Classifiche finali

#### Piloti
| Pos | Pilota               | Moto      | ESP 1 | ESP 2 | POR 1 | POR 2 | ITA 1 | ITA 2 | POL 1 | POL 2 | SVK 1 | SVK 2 | GRC 1 | GRC 2 | TUR 1 | TUR 2 | FRA 1 | FRA 2 | Punti |
| --- | -------------------- | --------- | ----- | ----- | ----- | ----- | ----- | ----- | ----- | ----- | ----- | ----- | ----- | ----- | ----- | ----- | ----- | ----- | ----- |
| 1   | David Knight         | KTM       | 1     | 1     | 2     | 1     | 3     | 1     | 1     | 3     | 2     | 1     | 2     | 1     | 1     | 1     | -     | 3     | 348   |
| 2   | Sebastien Guillaume  | Husqvarna | 5     | 10    | 6     | 5     | 2     | 4     | 4     | 4     | 3     | 2     | 3     | 2     | 1     | 3     | 1     | 1     | 313   |
| 3   | Simone Albergoni     | KTM       | 5     | 5     | 5     | 3     | 3     | 4     | 4     | 4     | 3     | 1     | 8     | 6     | 4     | 4     | 2     | 2     | 308   |
| 4   | Christopher Nambotin | GasGas    | 2     | 2     | 1     | 3     | 2     | 1     | -     | 1     | 1     | 4     | 1     | -     | -     | 2     | 3     | -     | 271   |
| 5   | Marcus Kehr          | KTM       | 8     | 7     | 7     | 8     | 6     | 5     | 3     | 5     | 7     | 5     | 7     | 4     | 6     | 6     | 7     | 4     | 245   |
| Pos | Pilota               | Moto      | ESP 1 | ESP 2 | POR 1 | POR 2 | ITA 1 | ITA 2 | POL 1 | POL 2 | SVK 1 | SVK 2 | GRC 1 | GRC 2 | TUR 1 | TUR 2 | FRA 1 | FRA 2 | Punti |

#### Costruttori
| Pos. | Costruttore | Punti |
| ---- | ----------- | ----- |
| 1    | KTM         | 374   |
| 2    | Husqvarna   | 321   |
| 3    | Gas Gas     | 284   |
| 4    | Husaberg    | 254   |
| 5    | TM          | 199   |
| 6    | Beta        | 133   |
| 7    | Yamaha      | 94    |
| 8    | HM Honda    | 20    |
| 9    | Sherco      | 11    |